# 2008年の台風
2008年の台風（2008ねんのたいふう、太平洋北西部で発生した熱帯低気圧）のデータ。台風の発生数は22個で、日本へ上陸した台風は1個もなかった。1951年の統計開始以降では、1984年・1986年・2000年に次いで4度目である。ただし、日本に接近した台風は9個あった。

## 台風の日本上陸数
| 上陸数が多い年 | 上陸数が多い年                                   | 上陸数が多い年 | 上陸数が少ない年 | 上陸数が少ない年                                        | 上陸数が少ない年 |
| 順位           | 年                                               | 上陸数         | 順位             | 年                                                      | 上陸数           |
| -------------- | ------------------------------------------------ | -------------- | ---------------- | ------------------------------------------------------- | ---------------- |
| 1              | 2004年                                           | 10             | 1                | 2020年 2008年 2000年 1986年 1984年                      | 0                |
| 2              | 2016年 1993年 1990年                             | 6              | 6                | 2023年 2009年 1995年 1987年 1980年 1977年 1973年 1957年 | 1                |
| 5              | 2019年 2018年 1989年 1966年 1965年 1962年 1954年 | 5              |                  |                                                         |                  |

## 月別の台風発生数
| 1月 | 2月 | 3月 | 4月 | 5月 | 6月 | 7月 | 8月 | 9月 | 10月 | 11月 | 12月 | 年間 |
| --- | --- | --- | --- | --- | --- | --- | --- | --- | ---- | ---- | ---- | ---- |
|     |     |     | 1   | 4   | 1   | 2   | 4   | 4   | 2    | 3    | 1    | 22   |

## 「台風」に分類されている熱帯低気圧

### 台風1号（ノグリー）
200801・02W・アンボ
4月15日に南シナ海で発生し、アジア名「ノグリー（Neoguri）」と命名された。その後北上して、海南島に接近後に中国南部の広東省に上陸。台風の影響で南シナ海では40人の漁師が行方不明となったほか、台風が上陸した中国では3人が死亡した。

### 台風2号（ラマスーン）
200802・03W・ブッチョイ

5月7日9時にフィリピンの東の海上で発生した熱帯低気圧が西進し、8日3時にミンダナオ島の東で台風となって、アジア名「ラマスーン（Rammasun）」と命名された。命名国はタイで、雷神を意味する。発生当初から雲の形のバランスが良かったため、台風は進路を北に変えて勢力を強めながら進み、10日21時に同海域で、台風としてはこの年初めて「猛烈な」勢力となり最盛期を迎えた。その後は北緯20度付近で急速に勢力を弱め、衰えながら日本の南の海上を北東に進み、13日9時に八丈島の南東の海上で温帯低気圧に変わった。温帯低気圧は東北東に進んで、14日21時に日本の東海上において消滅した。台風が接近した八丈島では13日に暴風となり、最大瞬間風速36.1m/sを記録したほか、農作物への被害が発生した。

### 台風3号（マットゥモ）
200803・04W・ディンド

5月14日15時にルソン島の東の海上で発生した熱帯低気圧は北東に進み、15日21時に沖縄の南の海上で台風となって、アジア名「マットゥモ（Matmo）」と命名された。台風は東北東に進みながら若干の発達し、16日15時に日本の南海上で勢力がピークに達したが、台風の雲は当初からまとまりのない形をしていたため、あまり強くはならなかった。 その後、台風は進路を東に変えながら勢力を弱め、17日9時に硫黄島の北の海上で熱帯低気圧に変わり、同日15時に消滅した。

### 台風4号（ハーロン）
200804・05W・コスメ

5月14日21時に南シナ海で発生した熱帯低気圧が北に進み、次第に進路を北東に変えながら、16日15時に台風となって、アジア名「ハーロン（Halong）」と命名された。台風は当初は停滞していたが、発達しながら進んで、ルソン島の西岸沖にて最盛期を迎えた。その後はルソン島の北部に上陸して勢力が一旦衰えたが，ルソン島を通過した後に再びゆっくりと発達し、沖縄の南海上へ進んだ。その後も北東に進み続けて次第に勢力を弱め、20日21時に八丈島の南東の海上で温帯低気圧へと変わった。温帯低気圧は日本の東海上を北東に進み、カムチャツカ半島の南東海上にて24日21時に消滅した。

### 台風5号（ナクリー）
200805・06W・エンテン

5月26日15時にヤップ島の東の海上で発生した熱帯低気圧が北西に進み、27日15時にフィリピンの東で台風となって、アジア名「ナクリー（Nakri）」と命名された。命名国はカンボジアで、花の名前に由来する。台風は北西にゆっくり進みながら勢力を強め、29日21時に最盛期を迎えた。台風は6月1日にかけて、勢力を弱めながら北に進路を変 え、沖ノ鳥島の西海上を通過。しかし2日の午前中にわずかに再発達し、日本の南海上を北東進した。その後は勢力が衰えていき、3日15時には八丈島の東の海上で温帯低気圧へと変わった。温帯低気圧は東進して、6日9時前には180度経線を越えた。この年の5月に発生した台風はこれで4個目であり、1971年および1980年と並ぶ、過去最多タイの発生数となった。

### 台風6号（フンシェン）
200806・07W・フランク

6月19日にミンダナオ島の東で発生し、アジア名「フンシェン（Fengshen）」と命名された。命名国は中国で、風神を意味する。この台風はフィリピンに上陸後縦断して各地に大きな被害を出した。台風の影響により、大雨による土砂災害やフェリーの沈没などが発生し、1,000人以上が死亡した。

### 台風7号（カルマエギ）
200807・08W・ヘレン

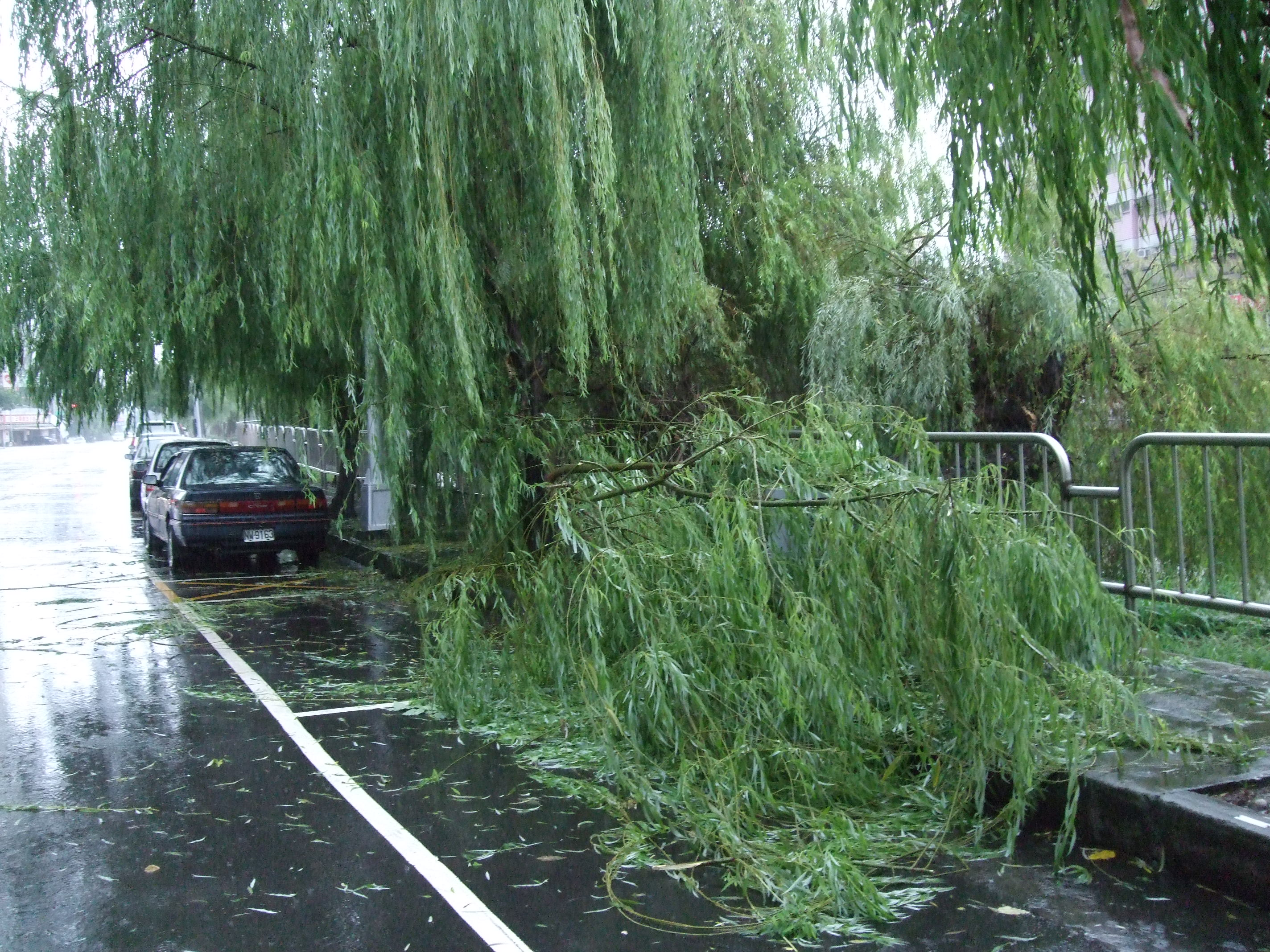
台風による被害（台中）

7月13日15時にフィリピンの北東の海上で発生した熱帯低気圧が南西進し、15日15時にフィリピンの東で台風に昇格して、アジア名「カルマエギ（Kalmaegi）」と命名された。命名国は北朝鮮で、「カモメ」を意味する。台風は北に進路を変えて、17日には先島諸島の南海上を北西進し、強い勢力となった。その後夜には台湾に上陸。19日3時に中国南東部で熱帯低気圧に変わった。熱帯低気圧は進路を北東に変えて黄海を進み、20日21時に温帯低気圧になった。そして温帯低気圧は朝鮮半島を通過し、24日21時にオホーツク海にて消滅。

沖縄県八重山地方の海上では、台風の影響で大しけとなり、波の高さが6mを超えた。また18日には、与那国町与那国島で最大瞬 間風速 27.3 m/sを記録。そのため離島航路や航空機の欠航などの交通障害や農業被害などが起き、与那国町の一部では停電の被害もあった。

### 台風8号（フォンウォン）
200808・09W・イグメ
7月24日9時に南大東島の南方で発生した熱帯低気圧が西へ進み、25日15時に台風になって、アジア名「フォンウォン（Fong-wong）」と命名された。命名国は香港で、山の名前に由来する。台風は沖縄の南海上を西に進みながら勢力を強め、27日には強い勢力となって先島諸島の南海上を北西進した。28日9時前に台湾に上陸すると勢力を弱め、台湾を通過後は華南へと上陸した。その後は北に進み、29日21時に熱帯低気圧に変わった。熱帯低気圧は8月1日9時に消滅した。

台風が接近した沖縄県八重山地方では暴風や大雨に見舞われ、海上では大しけとなって波の高さが8mを超えた。28日に与那国町与那国島で37.0m/sの最大瞬間風速が観測されたほか、 石垣市川平での総雨量は205.0mmに達した。そのため離島航路や航空機の欠航などの交通障害や農業被害、停電の被害などが発生した。

### 台風9号（カンムリ）
200809・10W・ジュリアン
8月5日に南シナ海北部で発生し、アジア名「カンムリ（Kammuri）」と命名された。命名国は日本で、「かんむり座」を意味する。西進して中国広東省に上陸後、ベトナムのハノイ付近で熱帯低気圧に変わった。この台風はベトナムや中国などに大雨による大きな被害をもたらし、多数の死者・行方不明者を出した。

### 台風10号（ファンフォン）
200810
8月10日に日本のはるか東で発生し、アジア名「ファンフォン（Phanfone）」と命名された。しかし、発生場所が既に北緯30度を越えていたため、台風の勢力はほとんど発達しなかった。

### 台風11号（ヴォンフォン）
200811・12W
8月14日3時に南大東島の南東海上で発生した熱帯低気圧が北北東に進んで、15日15時に日本の南海上で台風に昇格し、アジア名「ヴォンフォン（Vongfong）」と命名された。命名国はマカオで、「スズメバチ」を意味する。台風は進路を東北東に変えて八丈島の南海上を進み、日本の東海上で16日15時に勢力がピークに達した。その後も東北東に進み続け、18日9時に千島列島の東海上で温帯低気圧となり，19日3時前には180度経線を越えた。
16日から17日にかけて、日本海沿岸から東北地方へとのびる前線が九州地方から本州南岸まで南下して、台風によってもたらされた暖かく湿った空気が流れ込んだことで大雨となった関東地方をはじめ、九州地方や中国地方、北陸地方などで大雨が降った。
土砂災害が各地で発生したほか、富山県や栃木県を中心とした住家の浸水被害や、広島県や関東地方において落雷による大規模停電が発生。また16日には、栃木県鹿沼市で東北自動車道のアンダーパスが局地的な大雨の影響で冠水し、乗用車が水没して1人が死亡する事故が起きている。

### 台風12号（ヌーリ）
200812・13W・カレン
8月18日にフィリピンの東で発生し、アジア名「ヌーリ（Nuri）」と命名された。命名国はマレーシアで、オウムを意味する。台風はしばらく西へ進み、ルソン島のカガヤン州に上陸。その後は北西方向に進んで華南に上陸後に消滅した。この台風はフィリピンや香港、華南の一部などに被害をもたらし、死者や行方不明者を出した。

### 台風13号（シンラコウ）
200813・15W・マース
9月9日にフィリピンの東で発生し、アジア名「シンラコウ（Sinlaku）」と命名された。台風はゆっくりとした速度で北上して先島諸島に接近。14日に台湾北部に上陸した。その後は進路を東寄りに変え、日本列島の南を通過した。

この台風は、発生当初から雲のバランスがよく海水温も高かったために、急激に発達した。また、通常の台風と比較して、鉛直構造が極めて強固だったため、台湾に上陸してもその循環システム自体が崩れることはなく、東シナ海に出たのち若干の再発達を見た。日本列島にもかなり接近したものの上陸せずに通過した。

### 台風14号（ハグピート）
200814・18W・ニナ
9月19日にフィリピンの東で発生し、アジア名「ハグピート（Hagupit）」と命名された。発生時点から中心付近の雲が非常によく発達していたため、発達しやすい台風であると予測された。台風は勢力を強めながらルソン海峡を通過し、その後中国南部の広東省に上陸した。この台風によりフィリピンや中国、ベトナムなどで大きな被害が発生し、合計で102人が死亡した。

### 台風15号（チャンミー）
200815・19W・オフェル

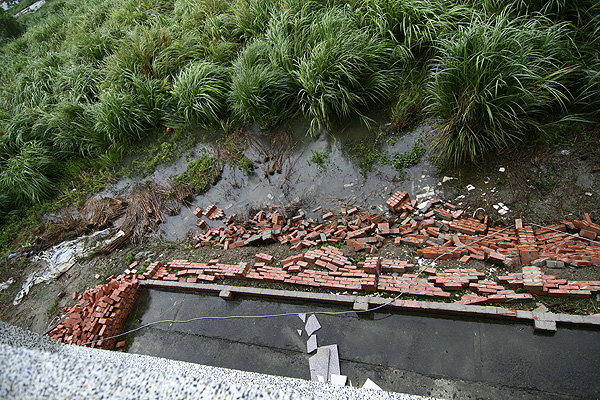
台風による被害（台湾）

9月24日にフィリピンの東で発生し、アジア名「チャンミー（Jangmi）」と命名された。命名国は韓国で、バラを意味する。なお、フィリピン大気地球物理天文局（PAGASA）はこの台風について、フィリピン名「オフェル（Ofel）」と命名している。台風は27日15時、沖縄地方の南方海域で猛烈な勢力となり、同日21時、最大瞬間風速85m/s、最大風速60m/sと解析された。この最大風速は1995年の台風20号以来、13年ぶりの記録である。台風は28日、猛烈な勢力を保ったまま台湾の北部に上陸。上陸により暴風域は消滅し、10月1日に九州地方の南で温帯低気圧に変わった。温帯低気圧は日本の南海上を東に進み、その後日本から遠ざかった。この台風の進路は、先に発生した台風13号と類似していた。
この台風の影響で6人が死亡し、2人が行方不明となった。

### 台風16号（メーカラー）
200816・20W
9月29日に南シナ海で発生し、アジア名「メーカラー（Mekkhara）」と命名された。命名国はタイで、「雷の天使」を意味する。台風は西に進み、ベトナムに上陸した。台風の勢力そのものはあまり強くはなかった。

### 台風17号（ヒーゴス）
200817・21W・パブロ
9月29日にフィリピンの東で発生し、アジア名「ヒーゴス（Higos）」と命名された。その後あまり発達せずにフィリピン中部を通過した。

### 台風18号（バービー）
200818・23W
10月19日に小笠原諸島近海で発生し、アジア名「バービー（Bavi）」と命名された。命名国はベトナムで、ベトナム北部にある山の名前に由来する。しかし、ほとんど発達しないまま温帯低気圧に変わった。

### 台風19号（メイサーク）
200819・24W・キンタ-シオニー
熱帯低気圧としてフィリピンを通過後、11月7日に南シナ海で台風となり、アジア名「メイサーク（Maysak）」と命名された。命名国はカンボジアで、木の名前に由来する。台風はあまり発達しなかったが、南シナ海で複雑な動きをした。

### 台風20号（ハイシェン）
200820・25W
11月16日に南鳥島の西で発生し、アジア名「ハイシェン（Haishen）」と命名された。命名国は中国で、海神を意味する。しかしほとんど発達せずに、温帯低気圧へと変わった。

### 台風21号（ノウル）
200821・26W・トニヨ
11月16日に南シナ海で発生し、アジア名「ノウル（Noul）」と命名された。命名国は北朝鮮で、「夕焼け」を意味する。勢力そのものはそれほど強まらなかったが、ベトナムなどに被害が出た。

### 台風22号（ドルフィン）
200822・27W・ユリシース

12月11日15時にグアム島の南海上にて発生した熱帯低気圧が西進し、13日3時にマリアナ諸島の西海上で台風になり、アジア名「ドルフィン（Dolphin）」と命名された。命名国は香港で、香港を代表する動物の1つである「シロイルカ」を意味する。台風はその後も西進を続け、15日9時に急に進路を北に転じ、16日3時にはフィリピンの東海上で最盛期を迎えた。台風は徐々に勢力を弱めながら進路を東北東に変え、小笠原諸島の南海上で18日21時に温帯低気圧となり、19日9時に消滅。

## 気象庁が「台風」に分類しなかった熱帯低気圧
| [icon] | この節の加筆が望まれています。 |

| [icon] | この節の加筆が望まれています。 |

| [icon] | この節の加筆が望まれています。 |

| [icon] | この節の加筆が望まれています。 |

| [icon] | この節の加筆が望まれています。 |

| [icon] | この節の加筆が望まれています。 |

## 各台風名

PAGASAの熱帯低気圧監視エリア

フィリピン名は、熱帯低気圧がフィリピン大気地球物理天文局（PAGASA）の管轄エリアに入った際に命名されるものである。
| 台風         | アジア名 | アジア名  | アジア名     | アジア名     | アジア名               | フィリピン名 | フィリピン名    |
| 台風         | 順番     | 名称      | 読み         | 命名国・地域 | 意味・由来             | 名称         | 読み            |
| ------------ | -------- | --------- | ------------ | ------------ | ---------------------- | ------------ | --------------- |
| 1号（0801）  | 53       | Neoguri   | ノグリー     | 韓国         | タヌキ                 | Ambo         | アンボ          |
| 2号（0802）  | 54       | Rammasun  | ラマスーン   | タイ         | 雷神                   | Butchoy      | ブッチョイ      |
| 3号（0803）  | 55       | Matmo     | マットゥモ   | アメリカ     | 大雨                   | Dindo        | ディンド        |
| 4号（0804）  | 56       | Halong    | ハーロン     | ベトナム     | 湾の名前               | Cosme        | コスメ          |
| 5号（0805）  | 57       | Nakri     | ナクリー     | カンボジア   | 花の名前               | Enteng       | エンテン        |
| 6号（0806）  | 58       | Fengshen  | フンシェン   | 中国         | 風神                   | Frank        | フランク        |
| 7号（0807）  | 59       | Kalmaegi  | カルマエギ   | 北朝鮮       | カモメ                 | Helen        | ヘレン          |
| 8号（0808）  | 60       | Fong-wong | フォンウォン | 香港         | 山の名前               | Igme         | イグメ          |
| 9号（0809）  | 61       | Kammuri   | カンムリ     | 日本         | かんむり座             | Julian       | ジュリアン      |
| 10号（0810） | 62       | Phanfone  | ファンフォン | ラオス       | 動物                   |              |                 |
| 11号（0811） | 63       | Vongfong  | ヴォンフォン | マカオ       | スズメバチ             |              |                 |
| 12号（0812） | 64       | Nuri      | ヌーリ       | マレーシア   | オウム                 | Karen        | カレン          |
| 13号（0813） | 65       | Sinlaku   | シンラコウ   | ミクロネシア | 伝説上の神             | Marce        | マース          |
| 14号（0814） | 66       | Hagupit   | ハグピート   | フィリピン   | むち打つこと           | Nina         | ニナ            |
| 15号（0815） | 67       | Jangmi    | チャンミー   | 韓国         | バラ                   | Ofel         | オフェル        |
| 16号（0816） | 68       | Mekkhara  | メーカラー   | タイ         | 雷の天使               |              |                 |
| 17号（0817） | 69       | Higos     | ヒーゴス     | アメリカ     | イチジク               | Pablo        | パブロ          |
| 18号（0818） | 70       | Bavi      | バービー     | ベトナム     | ベトナム北部の山の名前 |              |                 |
| 19号（0819） | 71       | Maysak    | メイサーク   | カンボジア   | 木の名前               | Quinta-Siony | キンタ-シオニー |
| 20号（0820） | 72       | Haishen   | ハイシェン   | 中国         | 海神                   |              |                 |
| 21号（0821） | 73       | Noul      | ノウル       | 北朝鮮       | 夕焼け                 | Tonyo        | トニヨ          |
| 22号（0822） | 74       | Dolphin   | ドルフィン   | 香港         | シロイルカ             | Ulysses      | ユリシース      |